# Furan-nafushi
Furan-nafushi is een van de onbewoonde eilanden van het Kaafu-atol behorende tot de Maldiven.